# Unterer Anger 8/9

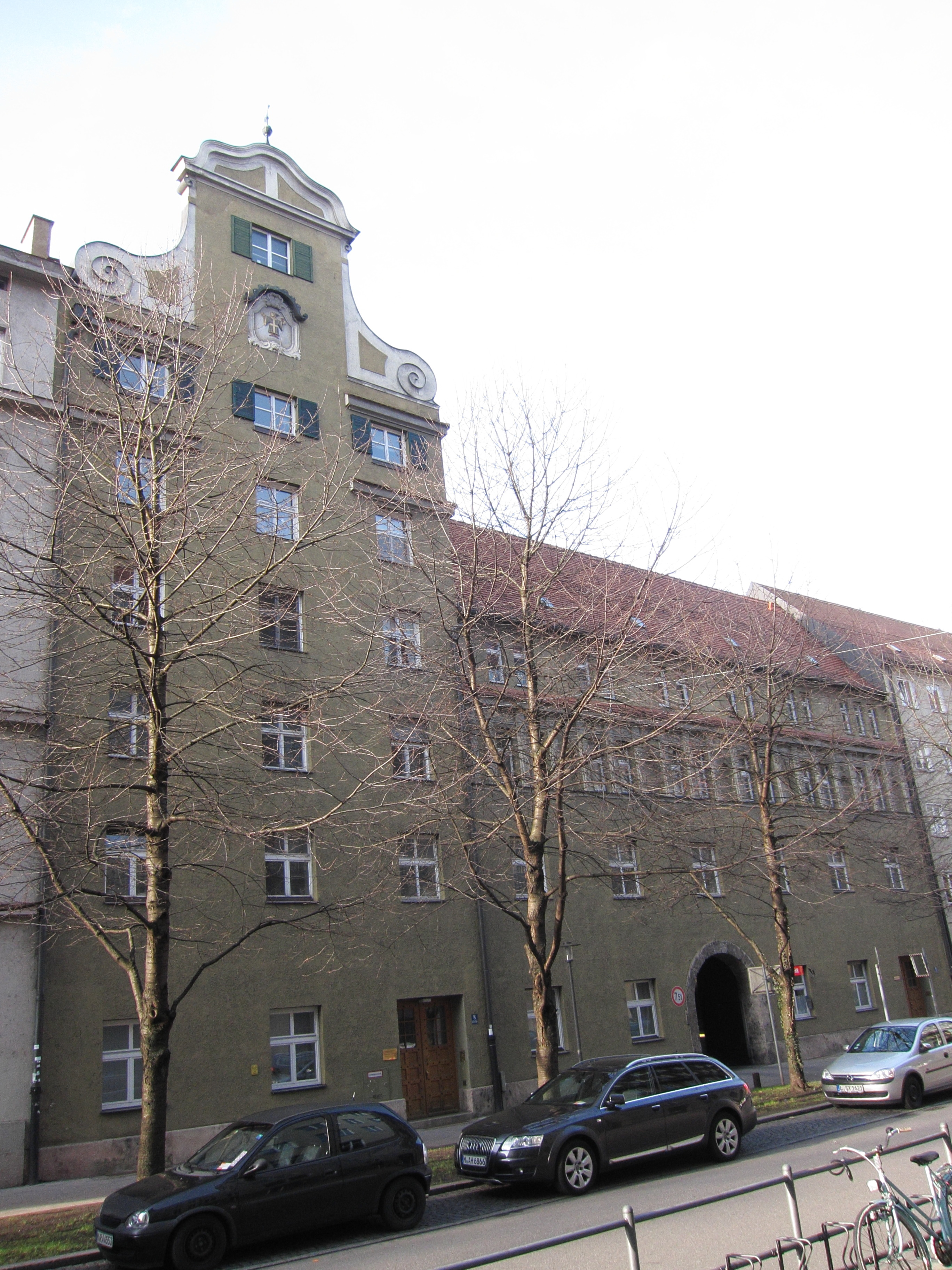
Unterer Anger 8/9, Nebengebäude der Hauptfeuerwache

Das Gebäude Unterer Anger 8/9 ist ein Dienstgebäude der Feuerwehr München. Es entstand kurz nach der Hauptfeuerwache als Nebengebäude zu dieser und ist als eigenes Baudenkmal unabhängig von dieser in die Bayerische Denkmalliste eingetragen.

## Geschichte
Um 1900 standen am Unteren Anger mehrere Häuser, die sich seit 1807 im Eigentum der Stadt München befanden. Ein Teil von ihnen hatte vorher als Rückgebäude für das ab 1774 entstandene Neue Landschaftsgebäude gedient. An der Stelle der Häuser mit den Hausnummern 8 und 9 entstand 1906/07 ein Nebengebäude für die kurz vorher errichtete Hauptfeuerwache. Ein direkter Anschluss an das Hauptgebäude war nicht möglich, weil die Grundstücke an der Ecke Unterer Anger / An der Hauptfeuerwache (damals noch ein Teilstück der Blumenstraße) sich in Privatbesitz befanden und dort bereits 1885–87 eine fünfgeschossige Mietshausgruppe errichtet worden war.
Das Nebengebäude wurde nach Plänen des städtischen Baurats Robert Rehlen errichtet, der bereits vorher das Hauptgebäude nach Plänen seines Amtsvorgängers Carl Hocheder hatte errichten lassen. Es enthielt Dienstwohnungen für Angehörige der Berufsfeuerwehr und für die bei der Berufsfeuerwehr beschäftigten Fahrer. In den beiden unteren Geschossen waren auch Geschäftsräume der Freiwilligen Feuerwehr untergebracht.

## Architektur
Das Nebengebäude schließt den Innenhof der Hauptfeuerwache nach Osten hin ab und ist über einen schräg verlaufenden Verbindungstrakt mit diesem verbunden. Das Gebäude ist ein viergeschossiger Vierflügelbau über einer Grundfläche von etwa 34 × 22 m mit einem Innenhof von etwa 10 × 5 m. In der Südostecke trägt er einen turmartigen Aufbau, der auf Straßen- und Hofseite mit einem Volutengiebel abgeschlossen ist. 
Die Fassade der beiden unteren Geschosse, in denen Geschäftsräume lagen, ist ungegliedert, und die Fenster haben einen weiteren Abstand als in den oberen Geschossen, in denen die Wohnungen lagen. Besonders hervorgehoben ist das zweite Obergeschoss mit einer Gliederung aus zwischen den Fenstern angeordneten Pilastern und Wandnischen und einem oberhalb der Fenster durchlaufenden Fries und Gesims.
Das zweigeschossige traufständige Satteldach ist ungegliedert ohne Dachgauben.